# Ángel Ruiz (político argentino)
Ángel Ruiz ocupó el cargo interino de 23° gobernador del antiguo Territorio Nacional de Misiones del 16 de agosto al 29 de noviembre de 1938.
Ya que los gobernadores de los Territorios Nacionales, según la Constitución Nacional debían ser designados por decreto presidencial, en muchos casos las designaciones se hacían fuera de término, por lo que la fecha de fin de mandato de un gobernador no combinaba con la del comienzo del sucesor. Para cubrir este intervalo se designaba interinamente a algún funcionario de la Casa de Gobierno.